# Ernesto Sabbatini
Ernesto Sabbatini (Padova, 8 settembre 1878 – Milano, 5 ottobre 1954) è stato un attore, regista teatrale e direttore artistico italiano.

## Biografia
Discendente da una dinastia di attori - era pronipote di Adelaide Ristori e figlio di Enrico Sabbatini ed Enrichetta Rissone - abbandona gli studi per dedicarsi alla recitazione debuttando nel 1899 a fianco di Ermete Novelli. Lavora poi come primo attor giovane con Teresa Mariani, diventando successivamente capocomico con Oreste Calabresi.
Definito dalla critica attore misurato e composto, nella sua carriera affronta generi diversi. Nei primi anni del Novecento con la prima moglie, Giannina Chiantoni, prende parte alla Compagnia Stabile di Milano diretta da Marco Praga. Nel primo dopoguerra è con Irma Gramatica e, nel 1924, nella compagnia di Maria Melato con la quale prende parte a Il giardino dei ciliegi che viene rappresentato per la prima volta in Italia, avendo inoltre accanto a sé anche Renzo Ricci e Margherita Bagni.

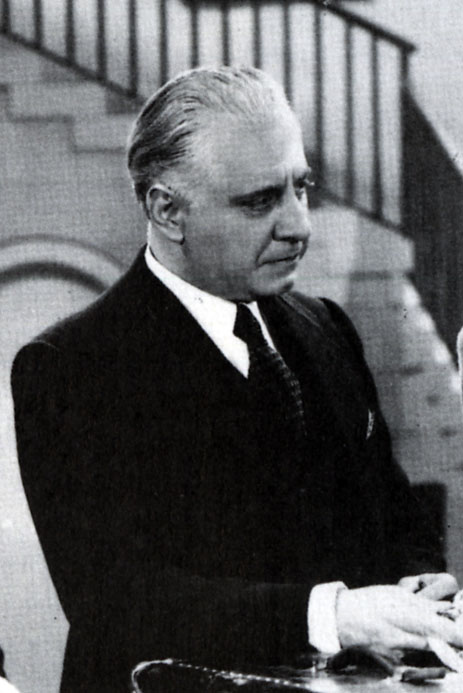
Ernesto Sabbatini nel 1942

Riscuote quindi un particolare successo nel 1925 interpretando Gutibli di Giovacchino Forzano. Nello stesso anno, con la compagnia di Tatiana Pavlova, comincia l'attività di direttore artistico, che svolge per quasi trent'anni. Di quel periodo la sua regia del dramma Gelosia di Michail Arcybašev messo in scena al Teatro Goldoni di Venezia, dove il debutta il 26 agosto 1926 e che viene accolto con grande entusiasmo da pubblico e critica. 
Nel 1928, con una compagnia sua, mette in scena per la prima volta Minnie la candida di Massimo Bontempelli al Teatro di Torino ma senza particolari apprezzamenti da parte del pubblico.
Nel 1935 è il monsignore in Savonarola di Rino Alessi in Piazza della Signoria di Firenze con Memo Benassi, Fosco Giachetti, Filippo Scelzo, Pio Campa, Carlo Tamberlani, Nando Tamberlani, Luigi Almirante e Carlo Lombardi.
Nel 1939 è Elpino in Aminta (Tasso) per la regia di Renato Simoni e Corrado Pavolini con Rina Morelli, Andreina Pagnani, Micaela Giustiniani, Rossano Brazzi, Gino Cervi, Carlo Ninchi, Aroldo Tieri ed Annibale Ninchi al Giardino di Boboli a Firenze.
Attivo anche nel secondo dopoguerra, nel 1944 è con Laura Adani - sua cognata in quanto sorella di Lena Adani, seconda moglie di Ernesto che aveva da tempo annullato il primo matrimonio - in Agnese Bernauer di Friedrich Hebbel che si tiene al Maggio Musicale Fiorentino accanto ai giovani Ernesto Calindri, Vittorio Gassman e Tino Carraro.
Nel cinema debutta nel 1914, prendendo parte al film Amore senza stima e proseguendo, anche nel sonoro, la sua attività come caratterista.
Nei primi anni trenta è attivo anche nel doppiaggio; sua la voce su George Arliss nell'edizione italiana del film La casa dei Rothschild.

## Filmografia parziale
- Ballerine, regia di Lucio D'Ambra (1918)
- Il principe dell'impossibile, regia di Augusto Genina (1919)
- Piccola mia, regia di Eugenio De Liguoro (1933)
- Il trattato scomparso, regia di Mario Bonnard (1933)
- Come le foglie, regia di Mario Camerini (1934)
- Pierpin, regia di Duilio Coletti (1935)
- L'albero di Adamo, regia di Mario Bonnard (1936)
- Una donna tra due mondi, regia di Goffredo Alessandrini (1936)
- Torna caro ideal, regia di Guido Brignone (1939)
- Piazza San Sepolcro, regia di Giovacchino Forzano (1942)
- Il romanzo di un giovane povero, regia di Guido Brignone (1942)
- Nessuno torna indietro, regia di Alessandro Blasetti (1943)
- Non mi muovo!, regia di Eduardo De Filippo (1943)
- Grattacieli, regia di Guglielmo Giannini (1943)
- Rocambole, regia di Jacques de Baroncelli (1947)
- La rivincita di Baccarat, regia di Jacques De Baroncelli (1948)
- La mano della morta, regia di Carlo Campogalliani (1949)
- Avanzi di galera, regia di Vittorio Cottafavi (1954)
- Foglio di via, regia di Carlo Campogalliani (1955)